# Machados
Machados es un municipio brasileño del estado de Pernambuco se limita al norte y a oeste con Orobó, al sur con São Vicente Férrer, al sudeste con Bom Jardim, y al este con Vicência. Tiene una población estimada al 2020 de 16.321 habitantes.

## Historia
Machados está situado en tierras del antiguo ingenio Bom Destino, que pertenecía al municipio de Bom Jardim. Por la proximidad al ingenio Machado (propiedad de una familia del mismo nombre), el municipio recibió ese nombre. La primera casa fue construida en el año 1890, por Manoel João Rodrigues do Nascimento, que sirvió de residencia y punto comercial. Tal hecho, despertó la atención de otras personas, que comenzaron a construir nuevas casas, iniciando, así la Villa Machados. A partir de su fundación el poblado crece y es elevado la categoría de villa.El 10 de octubre de 1917 se realiza la primera feria libre, que resistiendo a las presiones de algunos políticos de la región, se fue afirmando y atrayendo la atención de los comerciantes de las comunidades vecinas, que aquí instalaban sus puestos a fin de comercializar sus productos.
Machados se emancipó como municipio el 20 de diciembre de 1963 por la Ley Estadual n° 4994.